# Indépendants (sport universitaire)
Pour les articles homonymes, voir Indépendant.
Les Indépendants sont un ensemble d'équipes ou de programmes universitaires n'évoluant pas dans les championnats de conférence des ligues sportives universitaires, particulièrement la NCAA et la NAIA.
Ainsi, il existe des formations indépendantes dans plusieurs sports tels qu'entre autres en football américain, en basketball, en hockey sur glace ou en baseball. Le statut d'indépendant peut varier d'une saison sur l'autre.
Pour la saison 2025 de football américain universitaire, les Indépendants regroupent deux programmes: Notre Dame et UConn.

## Contexte
Les formations indépendantes sont peu nombreuses, et cela pour deux raisons principales. La première est financière puisque faire partie d'une conférence assure un partage des revenus des bowls et des droits de télévision. La seconde est pratique puisque la conférence permet d'établir plus facilement un calendrier, un nombre non-négligeable d'adversaires étant issus chaque saison de sa propre conférence.
Devenir un indépendant est donc un choix comme pour Notre Dame, l'une plus prestigieuses formations du pays ou une obligation comme pour Western Kentucky dont le programme a du évoluer entre 2007 et 2008 en tant que programme indépendant avant d'intégrer une conférence de l’élite (FBS). Le statut d’indépendant est souvent une étape transitoire pour les équipes passant de la Football Championship Subdivision à la Football Bowl Subdivision.

## NCAA Division I Football Bowl Subdivision (FBS)

Carte des programmes indépendants de FBS à partir de 2024

### Fighting Irish de Notre Dame
Notre Dame est l'un des programmes de football américain les plus réputés et populaires à travers le pays, ce qui leur permet de conserver leur statut d'indépendant en football américain. Notre Dame possède également sa propre chaîne de télévision. Ses matchs sont pratiquement tous diffusés sur de grands network américains, ce qui lui assure un maximum de visibilité et des revenus télévisuels importants. C'est également l'unique université qui bénéficiait d'un statut particulier lui assurant un accès à un bowl majeur si elle terminait la saison régulière dans le top 8 du classement du Bowl Championship Series. Depuis l'instauration du College Football Playoff, Notre Dame conserve un privilège pour jouer l'Orange Bowl lorsqu'elle ne participe pas au tournoi final du CFP. 
Grâce à la couverture médiatique importante de ses matchs, Notre Dame parvient facilement à établir son calendrier. En effet, ses adversaires ont la quasi-certitude de passer sur une grande chaîne nationale leur permettant également de bénéficier d'une importante exposition médiatique. L'établissement du calendrier est également facilité par les rivalités historiques avec USC, Michigan, Michigan State, Purdue, et la Navy, les matchs contre ces équipes étant régulièrement programmés.
Depuis 2014, Notre Dame joue régulièrement contre plusieurs équipes de l'Atlantic Coast Conference tout en conservant son statut d'indépendant. Ainsi 4 à 5 rencontres contre des programmes de cette conférence sont organisés chaque saison. Notre Dame peut de cette façon s'assurer si besoin d'un accès aux bowls de la conférence. À la suite de la pandémie de Covid-19 aux États-Unis, Notre Dame participe pour la première fois de son histoire au championnat de cette conférence lors de la saison 2020.

### Huskies du Connecticut
L'Université du Connecticut annonce que ses équipes sportives, à l'exception du football américain, vont quitter l'American Athletic Conference (AAC) pour réintégrer dès la saison 2020 la Division I FCS au sein de la Big East Conference. Elle demande néanmoins que son programme de football américain puisse continuer à jouer en Division I FBS au sein de l'AAC ce qui lui est refusé. Son programme de football américain prend le statut d'équipe indépendante dès la saison 2020 mais à la suite de la pandémie de Covid-19, l'université suspend ses activités sportives avant le début de la saison.

## Anciens programmes Indépendants en Football Bowl Subdivision

### Black Knights de l'Army
L'Army est un programme de l'armée américaine dont l'essentiel des revenus proviennent du gouvernement fédéral américain. Toutefois, l'équipe possède des accords avec certains bowls ce qui leur assure des revenus supplémentaires en droits de télévision.
Le statut d'indépendant (2004-2024) permettait de jouer aux quatre coins du pays. La couverture médiatique étant une véritable vitrine permettant la promotion des écoles militaires et par la même occasion le recrutement de nouveaux élèves.
L'Army décide de rejoindre l'American Athletic Conference dès la saison 2024, en tant que membre associé pour son programme de football américain En intégrant une conférence en 2024, la possibilité de programmer des adversaires variés va se réduire car, en tant qu'indépendante, l'Army composait son calendrier sans difficulté, grâce à son prestige et à sa bonne couverture médiatique.
Les différentes académies militaires américaines (Army, Navy et Air Force), s'affrontent chaque année. Le vainqueur de ce mini-tournoi remporte le Commander in Chief's Trophy. La rencontre annuelle, Army-Navy, est très populaire et donc toujours diffusée sur une grande chaîne de télévision malgré le départ en 2015 de la Navy vers l'American Athletic Conference.

### Cougars de BYU
L'Université Brigham-Young, décide de quitter la Mountain West Conference pour devenir équipe indépendante à partir de la saison 2011.  L'Université est le porte drapeau de l'Église de Jésus-Christ des saints des derniers jours. Les membres de cette église sont appelés « Mormons » et possèdent avec plus de 5 millions de fidèles aux États-Unis une bonne base de fans et une couverture médiatique. À la manière de Notre Dame, BYU possède sa propre chaîne de télévision et a un accord avec ESPN pour la retransmission de ses rencontres à domicile. BYU rejoint la Big 12 Conference en 2023.

### Flames de Liberty
Jerry Falwell, fondateur en 1971 de l'université chrétienne évangéliste de Liberty, a longtemps cherché à ressembler à celle de Notre Dame en faisant notamment évoluer en Division I FBS l'ensemble de ses équipes sportives. Son programme de football américain évoluait cependant en Division I FCS au sein de la Big South Conference.  Après avoir tenté en vain de faire jouer son équipe de football au sein de la Conference USA et de la Sun Belt Conference (ces deux conférences ne désiraient plus augmenter le nombre de leurs membres), Liberty demande à la NCAA de transiter vers la Division I FBS en tant qu'équipe indépendante. Cette demande est acceptée en 2017 et les Flames de Liberty évoluent dès le début de la saison 2018 comme Indépendants au sein de la FBS. Liberty rejoint la Conference USA en 2023.

### Aggies de New Mexico State
La Western Athletic Conference (WAC) ne sponsorisant plus de programme de football américain, les Aggies de New Mexico State ont été forcés de jouer en tant qu'équipe indépendante lors de la saison 2013. Ils rejoignent ensuite la Sun Belt Conference de 2014 à 2017 uniquement pour son programme de football américain. Cette conférence ayant décidé d'évincer de sa conférence les universités de New Mexico State et d'Idaho pour des motifs géographiques à partir de la saison 2018, les Aggies redeviennent indépendants alors qu'Idaho choisi de retourner en NCAA Division I FCS. New Mexico State rejoint la Conference USA en 2023.

### Minutemen de l'UMass
Le programme de football américain de l'université du Massachusetts jouait en Division I FCS jusqu'en fin de saison 2010.  À partir de 2011, elle commence sa période de transition portant sur deux saisons vers la Division I FBS, participant au championnat de la Mid-American Conference mais uniquement en football américain. En mars 2014, UMass refuse d'affilier les autres sports pratiqués au sein de son université à la MAC. De commun accord, il est décidé que l'équipe de football américain peut continuer à jouer au sein de la MAC pour une durée maximale de 2 ans, afin de leur permettre de trouver une autre conférence,. En septembre 2014, l'université annonce qu'ils quitteront la MAC pour devenir une équipe indépendante dès le début de la saison 2016. Le programme a continué de jouer comme équipe indépendante jusqu'en fin de saison  2019,. L'Université a annulé sa saison 2020 à la suite de la pandémie de Covid-19. Les calendriers des saisons 2021 et 2022 ont été définis tandis que ceux des saisons 2023 à 2026 l'ont été partiellement et toujours sous le statut d'indépendant,. UMass finance son programme notamment par des déplacements, ainsi en 2024 les Minutemen seront payés à hauteur d'1,9 million de dollars pour se rendre au Sanford Stadium afin d'affronter les Bulldogs de la Géorgie. Cette pratique est très répandue, les gros programmes paient de grosses sommes d'argent afin d'alimenter leur calendrier avec des équipes de moindre niveau. En février 2024, UMass annonce réintégrer la Mid-American Conference à partir de la saison 2025.

### Installations sportives des programmes Indépendants
Mise à jour le 1er juillet 2025
| Institution                     | Type                                      | Programme                    | Stade de football américain                 | Capacité |
| ------------------------------- | ----------------------------------------- | ---------------------------- | ------------------------------------------- | -------- |
| Université de Notre-Dame-du-Lac | Université privée (Université catholique) | Fighting Irish de Notre Dame | Notre Dame Stadium                          | 77 622   |
| Université du Connecticut       | Université publique                       | Huskies du Connecticut       | Pratt & Whitney Stadium at Rentschler Field | 38 066   |

### Anciennes universités indépendantes en Division I FBS
Le tableau suivant liste l'ensemble des équipes universitaires ayant joué en NCAA Division I FBS sous le statut d'équipe indépendante depuis la création de cette division en 1978.
| Années                  | Équipes              | Ancienne conférence                     | Conférence rejointe                                 | Conférence actuelle                    |
| ----------------------- | -------------------- | --------------------------------------- | --------------------------------------------------- | -------------------------------------- |
| 1978–1979               | Air Force            | Indépendant en NCAA Division FBS        | WAC (1980–1998)                                     | Mountain West (1999–présent)           |
| 1987–1991               | Akron                | Ohio Valley Conference                  | MAC (1992–présent)                                  | MAC (1992–présent)                     |
| 1992                    | Arkansas State       | Indépendant en NCAA Division FCS (I-AA) | Big West (1993–1995)                                |                                        |
| 1996–1998               | Arkansas State       | Big West (1993–1995)                    | Big West (1999–2000)                                | Sun Belt (2001–présent)                |
| 1978–1997               | Army                 | Indépendant en NCAA Division FBS        | C-USA (1998–2004)                                   |                                        |
| 2005–2023               | Army                 | C-USA (1998–2004)                       | AAC (2024-présent)                                  | AAC (2024-présent)                     |
| 1978–1990               | Boston College       | Indépendant en NCAA Division FBS        | Big East (1991–2004)                                | ACC (2005–présent)                     |
| 2011–2022               | BYU                  | Mountain West (1999–2010)               | Big 12 (2023–présent)                               | Big 12 (2023–présent)                  |
| 1992                    | Cal State Fullerton  | Big West                                | Fin du programme de football américain              | Fin du programme de football américain |
| 1996–2001               | Central Florida      | Indépendant en NCAA Division FCS (I-AA) | MAC (2002–2004)                                     | Big 12 (2023–présent)                  |
| 1978–1995               | Cincinnati           | Indépendant en NCAA Division FBS        | C-USA (1996–2004)                                   | Big 12 (2023–present)                  |
| 1978–1981               | Colgate              | Indépendant en NCAA Division FBS        | Indépendant en NCAA Division FCS (I-AA) (1982–1985) | Patriot League (1986–présent)          |
| 1978–1996               | East Carolina        | Indépendant en NCAA Division FBS        | C-USA (1997–2013)                                   | AAC (2014–présent)                     |
| 1978–1991               | Florida State        | Indépendant en NCAA Division FBS        | ACC (1992–présent)                                  | ACC (1992–présent)                     |
| 1978–1982               | Georgia Tech         | Indépendant en NCAA Division FBS        | ACC (1983–présent)                                  | ACC (1983–présent)                     |
| 1978                    | Hawaï                | Indépendant en NCAA Division FBS        | WAC (1979–2011)                                     | Mountain West (2012–présent)           |
| 1978–1981               | Holy Cross (en)      | Indépendant en NCAA Division FBS        | Indépendant en NCAA Division FCS (I-AA) (1982–1985) | Patriot League (1986–présent)          |
| 2013                    | Idaho                | WAC (2005–2012)                         | Sun Belt (2014–2017)                                | Big Sky (2018–présent)                 |
| 1978–1980               | Illinois State       | Indépendant en NCAA Division FBS        | MVC (1981–1984)                                     | MVFC (1985–présent)                    |
| 1978–1981               | Indiana State        | Indépendant en NCAA Division FBS        | Indépendant en NCAA Division FCS (I-AA) (1982–1985) | MVFC (1986–présent)                    |
| 2018–2022               | Liberty              | Big South Conference                    | C-USA (2023–présent)                                | C-USA (2023–présent)                   |
| 1991                    | Long Beach State     | Big West                                | Fin du programme de football américain              | Fin du programme de football américain |
| 1989–1992               | Louisiana Tech       | Indépendant en NCAA Division FCS (I-AA) | Big West (1993–1995)                                |                                        |
| 1996–2000               | Louisiana Tech       | Big West (1993–1995)                    | WAC (2001–2012)                                     | C-USA (2013–présent)                   |
| 1982–1992               | Louisiana            | Southland Conference                    | Big West (1993–1995)                                |                                        |
| 1996–2000               | Louisiana            | Big West (1993–1995)                    | Sun Belt (2001–présent)                             | Sun Belt (2001–présent)                |
| 1996–2000               | Louisiana–Monroe     | Southland                               | Sun Belt (2001–présent)                             | Sun Belt (2001–présent)                |
| 1978–1995               | Louisville           | Indépendant en NCAA Division FBS        | C-USA (1996–2004)                                   | ACC (2014–présent)                     |
| 1978–1995               | Memphis              | Indépendant en NCAA Division FBS        | C-USA (1996–2012)                                   | AAC (2013–présent)                     |
| 1978–1990               | Miami (FL)           | Indépendant en NCAA Division FBS        | Big East (1991–2003)                                | ACC (2004–présent)                     |
| 1999–2000               | Middle Tennessee     | OVC                                     | Sun Belt (2001–2012)                                | C-USA (2013–présent)                   |
| 1978–2014               | Navy                 | Indépendant en NCAA Division FBS        | AAC (2015–présent)                                  | AAC (2015–présent)                     |
| 2013                    | New Mexico State     | WAC (2005–2012)                         | Sun Belt (2014–2017)                                | Indépendant en NCAA Division FBS       |
| 2018–2022               | New Mexico State     | Sun Belt (2014–2017)                    | C-USA (2023–présent)                                | C-USA (2023–présent)                   |
| 1978–1982               | North Texas          | Indépendant en NCAA Division FBS        | Southland (1983–1994)                               |                                        |
| 1995                    | North Texas          | Southland (1983–1994)                   | Big West (1996–2000)                                | AAC (2023–présent)                     |
| 1987–1992               | Northern Illinois    | MAC                                     | Big West (1993–1995)                                |                                        |
| 1996                    | Northern Illinois    | Big West (1993–1995)                    | MAC (1997–présent)                                  | MAC (1997–présent)                     |
| 1978–présent            | Notre Dame           | Indépendant en NCAA Division FBS        | Indépendant en NCAA Division FBS                    | Indépendant en NCAA Division FBS       |
| 1978–1992               | Penn State           | Indépendant en NCAA Division FBS        | Big Ten (1993–présent)                              | Big Ten (1993–présent)                 |
| 1978–1990               | Pittsburgh           | Indépendant en NCAA Division FBS        | Big East (1991–2012)                                | ACC (2013–présent)                     |
| 1978–1981               | Richmond             | Indépendant en NCAA Division FBS        | Indépendant en NCAA Division FCS (I-AA) (1982–1983) | CAA (1984–présent)                     |
| 1978–1990               | Rutgers              | Indépendant en NCAA Division FBS        | Big East/AAC (1991–2013)                            | Big Ten (2014–présent)                 |
| 1978–1991               | South Carolina       | Indépendant en NCAA Division FBS        | SEC (1992–présent)                                  | SEC (1992–présent)                     |
| 2001–2002               | South Florida        | Indépendant en NCAA Division FCS (I-AA) | C-USA (2003–2004)                                   | Big East/American (2005–présent)       |
| 1978–1995               | Southern Mississippi | Indépendant en NCAA Division FBS        | C-USA (1996–2021)                                   | Sun Belt (2022–présent)                |
| 1978–1990               | Syracuse             | Indépendant en NCAA Division FBS        | Big East (1991–2012)                                | ACC (2013–présent)                     |
| 1978–1990               | Temple               | Indépendant en NCAA Division FBS        | Big East (1991–2004)                                |                                        |
| 2005–2006               | Temple               | Big East (1991–2004)                    | MAC (2007–2011)                                     | Big East/American (2012–présent)       |
| 1978–1980               | Tennessee State (en) | Indépendant en NCAA Division FBS        | Indépendant en NCAA Division FCS (I-AA) (1981–1987) | OVC (1988–présent)                     |
| 2002–2003               | Troy                 | Indépendant en NCAA Division FCS (I-AA) | Sun Belt (2004–présent)                             | Sun Belt (2004–présent)                |
| 1978–1995               | Tulane               | Indépendant en NCAA Division FBS        | C-USA (1996–2013)                                   | AAC (2014–présent)                     |
| 1986–1995               | Tulsa                | MVC                                     | WAC (1996–2004)                                     | AAC (2014–présent)                     |
| 1996–1998               | UAB                  | Indépendant en NCAA Division FCS (I-AA) | C-USA (1999–2014, 2017–2022)                        | AAC (2023–présent)                     |
| 2000–2003, 2020–présent | UConn                | Atlantic 10                             | Big East/American (2004–2019)                       | Indépendant en NCAA Division FBS       |
| 2000–2003, 2020–présent | UConn                | Big East/American (2004–2019)           | Indépendant en NCAA Division FBS                    | Indépendant en NCAA Division FBS       |
| 2016–2024               | UMass                | Mid-American (2012–2015)                | Mid-American (2025–présent)                         | Mid-American (2025–présent)            |
| 1978–1981               | UNLV                 | Indépendant en NCAA Division II         | Big West (1982–1995)                                | Mountain West (1999–présent)           |
| 2001–2002               | Utah State           | Big West                                | Sun Belt (2003–2004)                                | Mountain West (2013–présent)           |
| 1978–1980               | Villanova            | Indépendant en NCAA Division FBS        | Fin du programme de football américain              | CAA (1985–présent)                     |
| 1978–1990               | Virginia Tech        | Indépendant en NCAA Division FBS        | Big East (1991–2003)                                | ACC (2004–présent)                     |
| 1978–1990               | West Virginia        | Indépendant en NCAA Division FBS        | Big East (1991–2011)                                | Big 12 (2012–présent)                  |
| 2008                    | Western Kentucky     | Gateway Football Conference             | Sun Belt (2009–2013)                                | C-USA (2014–présent)                   |
| 1986                    | Wichita State        | MVC                                     | Fin du programme de football américain              | Fin du programme de football américain |
| 1978–1981               | William & Mary       | Indépendant en NCAA Division FBS        | Indépendant en NCAA Division FCS (I-AA) (1982–1992) | CAA (1993–présent)                     |

1. 1 2  En 1985, la Gateway Collegiate Athletic Conference, une conférence de sports féminins parallèle à la Missouri Valley Conference, ajoute le football américain comme seul sport masculin de sa conférence en intégrant les programmes de football américain de la MVC évoluant en NCAA Division FCS (I-AA). En 1992, la partie féminine de cette conférence fusionne avec la MVC; la Gateway Collegiate Athletic Conference conserve ses programmes de football américain mais change de nom pour devenir la Gateway Football Conference. Le nom actuel est adopté en 2008.
2. 1 2 3 4  La Colonial Athletic Association n'a pas existé sous ce nom avant 2007, mais possède une histoire en continuu depuis 1938. Elle débute par la formation de la New England Conference qui éclate en 1947, ses membres rejoignant la nouvelle Yankee Conference. En 1997, la Yankee Conference fusionne avec l'Atlantic 10 Conference. Après la saison 2006, l'A10 est dissoute et ses membres rejoignent la Colonial Athletic Association.
3. ↑  Rutgers reste dans l'American Athletic Conference pour la saison 2013 avant d'intégrer la Big Ten Conference en 2014.
4. 1 2 3 4  La Big East Conference devient l'American Athletic Conference en juillet 2013.
5. ↑  UAB cesse son programme de football américain après la saison 2014 mais le réinstaure pour la saison 2017, restant au sein de la C-USA.
6. ↑  L'Atlantic 10 a sponsorisé le football américain jusqu'à la saison 2006. Elle est ensuite absorbée par la Colonial Athletic Association. UConn a été membre de l'Atlantic 10 uniquement pour son programme de football américain.
7. 1 2  UConn était un des membres fondateurs de la Big East Conference en 1979 mais son programme de football américain n'a rejoint cette conférence qu'avant le début de saison 2004.

- Idaho Vandals et New Mexico State Aggies

La Western Athletic Conference est sortie très affaiblie des différents départs de ses membres, par conséquent, l'organisation abandonne le football américain à partir de 2013. Les Idaho Vandals et les New Mexico State Aggies, les deux seules membres restants en football américain se sont retrouvés sans conférence et ont été contraints de devenir indépendants à partir de 2013. La saison suivante les deux équipes trouvent un accord pour rejoindre la Sun Belt Conference pour le football américain uniquement. Après la saison 2017, la Sun Belt Conference ne renouvelle pas l'accord pour les deux programmes : Idaho décide de rétrograder en Football Championship Subdivision, New Mexico State redevient indépendant.
- Midshipmen de la Navy

La Navy rejoint l'American Athletic Conference en 2015 après 36 ans comme indépendant. L’institution militaire souhaite ainsi rester compétitive sur le plan sportif et également pour des raisons financières.

## NCAA Division I Football Championship Subdivision (FCS)
Les universités indépendantes évoluant en NCAA Division I Football Championship Subdivision sont des institutions ayant au moins quatre ans d'existence et dont le programme de football américain n'est pas membre d'une conférence de NCAA. Cela signifie que les équipes indépendantes ne sont pas tenues de programmer régulièrement des rencontres les unes contre les autres comme le font les programmes de conférences.
Il n'y avait plus d'équipe indépendante au sein de la FCS en 2019. 
Pour la saison 2020, 4 équipes ont obtenu le statut d'équipe indépendante, Presbyterian, Robert Morris, Dixie State (en) et Tarleton State.
Il n'y avait plus d'équipe indépendante en FCS en 2021 et 2022. En 2023, Kennesaw State devient indépendante pour commencer sa transition vers la NCAA Division I FBS et rejoindre en 2024 la C-USA. 
Merrimack et Sacred Heart ont un statut d'indépendant à partir de 2024 en FCS.

## NAIA
L'Association of Independent Institutions (NAIA) regroupe la majorité des équipes/programmes universitaires qui n'évoluent pas dans des championnats de conférence de la NAIA.

### Sources
- (en) Cet article est partiellement ou en totalité issu de l’article de Wikipédia en anglais intitulé « NCAA Division I FBS independent schools » (voir la liste des auteurs).